# Сініскола
Сініскола (італ. Siniscola, сард. Thiniscole) — муніципалітет в Італії, у регіоні Сардинія,  провінція Нуоро.
Сініскола розташована на відстані близько 280 км на південний захід від Рима, 160 км на північ від Кальярі, 45 км на північний схід від Нуоро.
Населення — 11 526 осіб (2014).

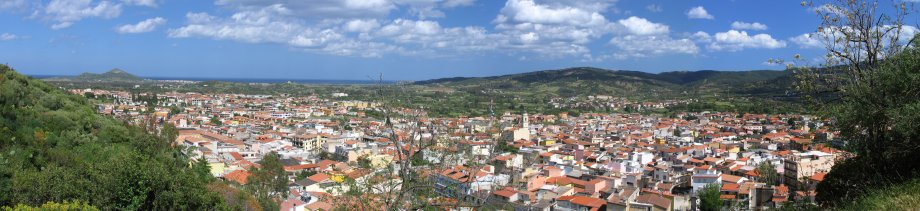

Щорічний фестиваль відбувається 24 червня. Покровитель — святий Іван Хреститель.

## Демографія
Населення за роками:

Станом на 1 січня 2023 року в муніципалітеті офіційно проживало 378 іноземців з 37 країн, серед них 130 громадян країн Євросоюзу та 3 громадяни України.

## Сусідні муніципалітети
- Ірголі
- Лоде
- Лула
- Оніфаї
- Орозеї
- Позада
- Торпе